# John Webster
John Webster, född omkring 1580, död omkring 1634, var en engelsk dramatiker.

## Biografi
År 1624 författade han årets vanliga festspel för staden London och på titelbladet till den tryckta upplagan anger han sig som till yrket skräddare. Något annat vet man inte om hans person. För scenen skrev han redan 1602, men hans tidigaste dramer, i samarbete med Middleton, är förlorade. Med Dekker skrev han de livliga och kvicka skildringarna ur Londonlivet Westward Ho (1604), som gav anledning till Jonsons, Chapmans och Marstons Eastward Ho, samt Northward Ho (1605), ett svar på Eastward Ho.
I dessa tidigare dramer framträder emellertid ännu inte Websters originalitet. Den ger sig till känna först i de båda tragedierna The White Devil eller Vittoria Corombona (spelad troligen 1611; tryckt 1612; "Vittoria Corombona", översättning av Tor Hedberg, 1902) och The Dutchess of Malfy (spelad troligen 1613; tryckt 1623). Båda är kriminaldramer i den stil, som Kyd i anslutning till Senecas Thyestes infört i det engelska dramat.
De skildrar således ett brott och en hämnd. Den första av dessa tragedier är baserad på ungefär samtida händelser i Italien, den senare går ytterst tillbaka till en novell av Bandello. Båda utmärks genom utomordentlig karaktärsteckning, som kanske gör Webster till den förnämste av denna tids dramatiker efter Shakespeare.
Under sina senare år skrev Webster de båda förlorade The Guise och A late murther of the sonne upon the mother (i samarbete med Ford 1624), komedin The devils law-case (tryckt 1623, ej skriven före slutet av 1620), A Cure for a Cuckold (tryckt 1661), enligt uppgift i samarbete med William Rowley, samt tragedin Appius and Virginia (tryckt 1654) från den romerska historien. Det var först Alexander Dyce, som fäste uppmärksamhet på Websters storhet och betydelse samt utgav hans skrifter 1830 (ny upplaga 1857).
En ung John Webster, spelad av Joe Roberts, framträder några gånger i filmen Shakespeare in Love.